# آلة الطباعة

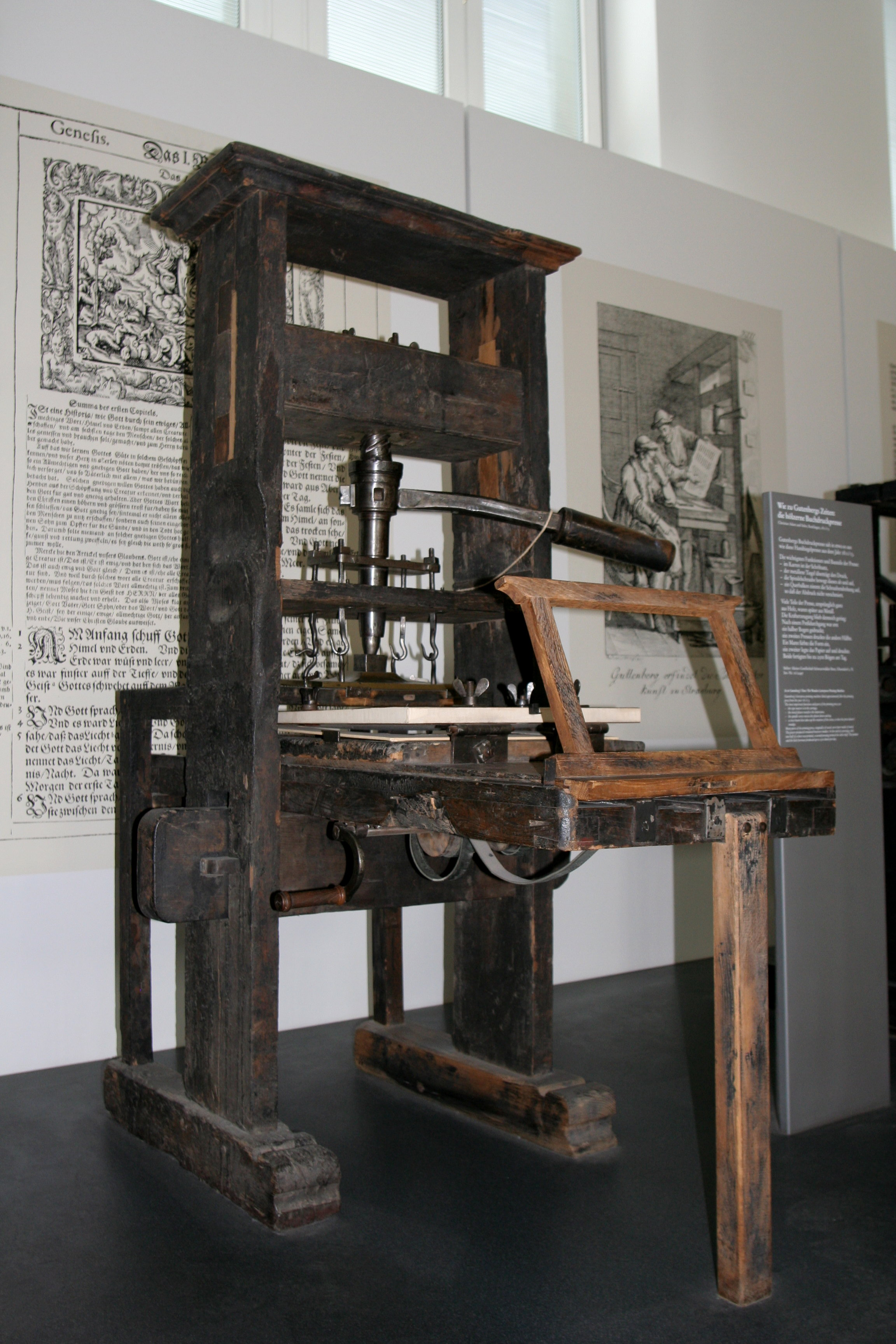
آلة طباعة ترجع لعام 1811 تم تصويرها في ميونخ، ألمانيا.

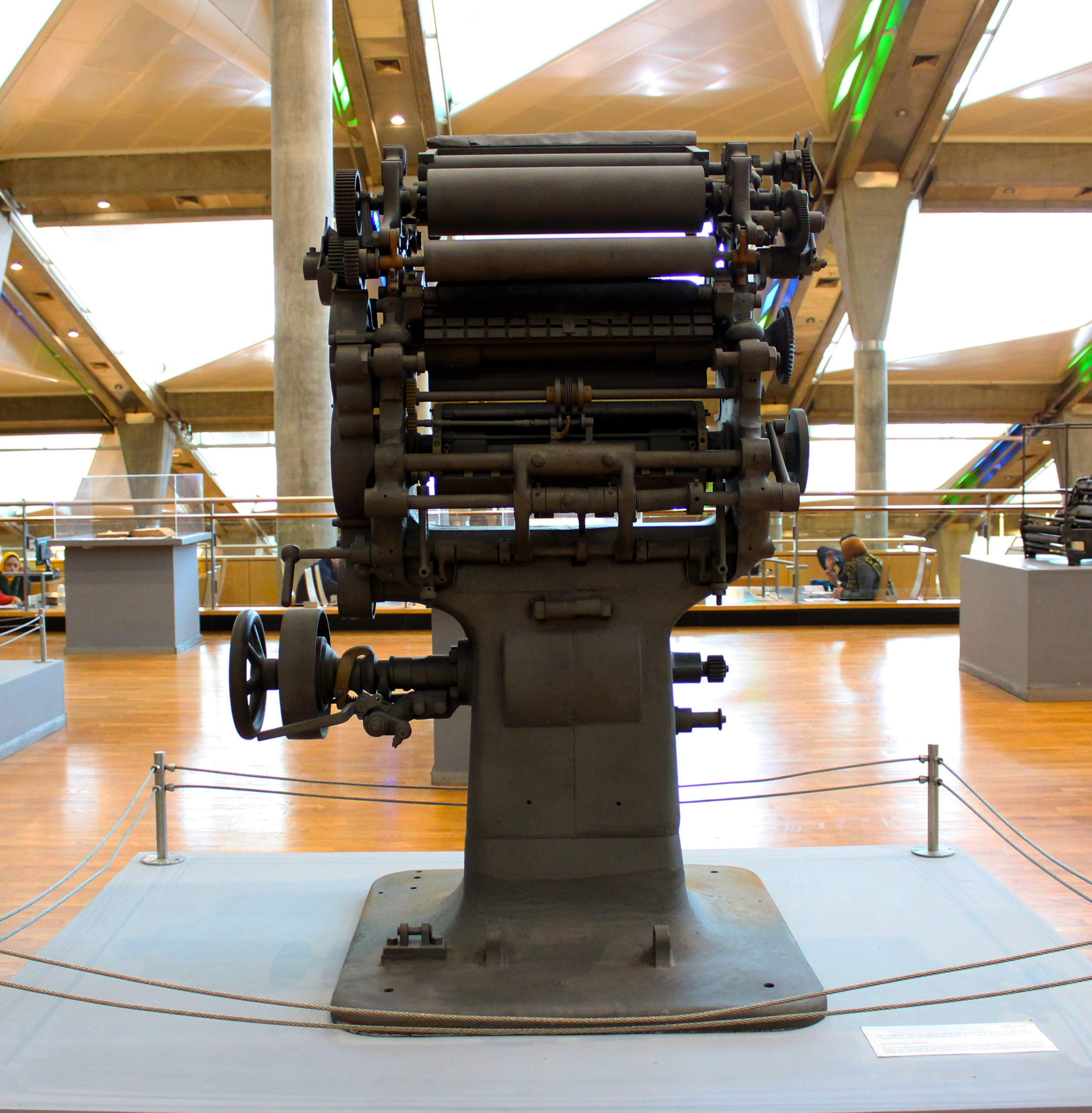
ماكينة طبع الظروف، وهي من الآلات التي تم استحداثها بمطبعة بولاق في عهد الخديوي إسماعيل

آلة الطباعة هي جهاز يقوم بالضغط على سطح مطلي بالحبر حتى يلامس خامة يراد الطباعة عليها (ورق أو قماش)، لينقل هذا الحبر لها. وتستخدم آلة الطباعة عادة لطباعة النصوص ويعد اختراع وانتشار آلة الطباعة واحد من أكثر الأحداث المهمة في الألفية الثانية بعد الميلاد، حيث تعدّ آلة الطباعة نقلة ثورية في طريقة البشر في إدراك ووصف العالم الذي يعيشون فيه، وبذلك قادتهم إلى مرحلة الحداثة.
اخترع غولدسميث يوهان غوتنبرغ المطبعة في ألمانيا نحو عام 1440، التي أشعلت ثورة في عالم الطباعة. كانت الطباعة الخشبية في شرق آسيا منتشرة منذ عهد أسرة تانغ الصينية في القرن الثامن، أما في أوروبا فقد انتشرت الطباعة الخشبية المعتمدة على مكابس لولبية بحلول القرن الرابع عشر. كان من أهم ابتكارات غوتنبرغ، تطوير مصفوفات الطباعة المعدنية المقولبة يدويًا، وبالتالي إنتاج نظام آلة طباعة بحروف مطبعية متنقلة. جعل تصميمه الحديث للقالب اليدوي من الممكن إتقان وتسريع صنع حروف مطبعية معدنية متنقلة بكميات كبيرة. على الرغم من تطوير الحروف المطبعية المتنقلة في شرق آسيا مسبقًا، إلا أنه لم يكن معروفًا حتى تلك اللحظة في أوروبا. أدى الاختراعان، القالب اليدوي والمطبعة، إلى خفض تكلفة طباعة الكتب والمستندات الأخرى في أوروبا بشكل كبير، خاصة بالنسبة لنماذج الطباعة الصغيرة.
انتشرت المطبعة بغضون عدة عقود إلى أكثر من مئتي مدينة في عشرات الدول الأوروبية. وبحلول عام 1500، كانت المطابع العاملة في جميع أنحاء أوروبا الغربية قد أنتجت في ذلك الحين أكثر من عشرين مليون مجلد. مع انتشار المطابع في أماكن أبعد في القرن السادس عشر، ارتفع إنتاجها عشرة أضعاف ليبلغ تقريبًا 150-200 مليون نسخة. أصبحت عملية الطباعة مرادفة لمؤسسة الطباعة، وأضفت اسمها على وسيلة جديدة للتعبير والتواصل، ألا وهي «الصحافة».
في عصر النهضة دخلت أوروبا بوصول الطباعة الميكانيكية بالحروف المطبعية المتنقلة، عصر الاتصالات الجماهيرية، والتي غيرت بنية المجتمع إلى الأبد. تجاوز تداول المعلومات والأفكار (الثورية) غير المقيد نسبيًا الحدود، واستولى على أفكار الجماهير فيما يتعلق بالإصلاح وهدد هيمنة السلطات السياسية والدينية. أدت الزيادة الحادة في محو الأمية إلى كسر احتكار النخبة المتعلمة على التعليم والتعلم وعززت من حقوق الطبقة المتوسطة الناشئة. أدى الوعي الذاتي الثقافي المتزايد لشعوب جميع الدول الأوروبية إلى ظهور القومية الأولى، والتي تسارعت مع تطور اللغات العامية الأوروبية، على حساب مكانة اللغة اللاتينية التي كانت لغة التواصل مشتركة. سمح استبدال مطبعة غوتنبرغ التي تدار يدويًا في القرن التاسع عشر، بواسطة مكابس دوارة تعمل بالبخار، بالطباعة على نطاق صناعي.

## المهنة والطريقة
المطبعة في شكلها الكلاسيكي آلة ثابتة، ويتراوح طولها بين 5 إلى 7 أقدام (1.5 إلى 2.1 متر)، وعرضها 3 أقدام (0.91 م)، وطولها 7 أقدام (2.1 م). توضع الحروف المعدنية الفردية الصغيرة المعروفة بحروف الطباعة لكتابة النص المطلوب من قبل الكاتب (منضد حروف المطبعة). تُرتب العديد من الأسطر في النص مرة واحدة وتوضع في إطار خشبي يُعرف باسم لوح الطباعة. بمجرد كتابة العدد الصحيح للصفحات، توضع لوحات الطباعة في إطار يُعرف أيضًا باسم قالب الطباعة. والتي هي نفسها موضوعة على حجر مسطح أو «سرير» أو «تابوت». يُطبع النص باستخدام كرتين، مثبتتين على مقابض الآلة. كانت الكرات مصنوعة من جلد الكلاب لعدم احتوائها على مسام، ومحشوة بصوف الأغنام المشبعة بالحبر. ثم يسال هذا الحبر على النص بالتساوي. تؤخذ بعد ذلك قطعة رطبة من الورق من كومة من الورق لتوضع على الرفادة. تكون الورقة رطبة، لأن ذلك يتيح للحروف المطبعية بـ «الإطباق» على الورقة بشكل أفضل. تمسك مشابك صغيرة الورق في مكانه. يُكبس الورق بين قناع الوقاية والرفادة (إطاران يغطيان الورق أو ورق البرشمان).

## التاريخ
وقد عرف الإنسان فكرة الطباعة منذ فجر التاريخ، فلقد تأمل ما تحدثه قدماه أثناء مشيه على الصلصال الطري من صورة مطابقة للقدم.
ويُعتقد أن الصينيين هم أول من عرف الطباعة بشكلها الحديث؛ حيث استخدموا قوالب الخشب المحفور عليها أشكال مختلفة، فكانت تبلل بالأصباغ ثم تضغط على الورق. ويعد الصيني بي تشينج (Bi-Sheng) أول من قام باختراع حرف مستقل لكل رمز من رموز اللغة عام 1045، إلا أن تلك الفكرة لم تلاق قبولاً لدى الصينيين نظراً إلى كثرة الرموز المستخدمة في اللغة الصينية.
بينما لم تعرف أوروبا الطباعة حتى وقت قريب، ففي الوقت الذي كانت فيه أمم المشرق تستخدم القوالب الخشبية، كان الأوربيون ما يزالون ينسخون الكتب والرسائل بأيديهم.
وظل الوضع على هذا الحال حتى استطاع الأوروبيون طبع أول منتج باستخدام طريقة القوالب وهي صورة القديس كريستوفر عام 1423م، وبعد ذلك انتشرت طباعة الكتب في أوروبا باستخدام تلك الطريقة.
وبدخول أوروبا عصر النهضة ازدادت الحاجة إلى أسلوب جديد في الطباعة أكثر سهولة وفعالية، فتوالت الاختراعات في مجال الطباعة واحداً تلو الآخر على النحو التالي:
1. في عام 1800، تمكن نبيل إنجليزي من اختراع آلة طباعة كاملة من الحديد.
2. في عام 1811، اخترع الألماني فريدريش كويننج آلة طباعة أسطوانية تعمل بالبخار، الأمر الذي زاد من كفاءة الطباعة وسرعتها.
3. في عام 1826، اخترع عالم الطبيعة الفرنسي جوزيف نيبس أول آلة تصوير ضوئي في العالم، الأمر الذي فتح المجال واسعاً أمام العديد من الاختراعات الأخرى في مجال الطباعة.
4. في عام 1825 اخترع فوكس تابلوت الأكليشيهات.
5. عام 1855 اخترع ألفونس بوافا (Alphonse Poitevin) طباعة الصفائح الضوئية (Photolithography). وقد أدت هذه الاختراعات إلى ظهور طباعة الأوفست في أوروبا بنهاية القرن التاسع عشر.

وعلى الجانب الآخر من المحيط الأطلسي، دخلت أمريكا مضمار الطباعة متأخرة بعض الشيء. وسارت الأمور بسرعة على النحو التالي:
1. في عام 1846، اخترع الأمريكي ريتشارد هيو (Richard Hoe) آلة الطباعة الدوارة التي تم فيها توصيل حروف الطباعة بأسطوانة دوارة، ثم استخدمت أسطوانة أخرى لتثبيت الطباعة. ووصلت سرعة تلك الآلة إلى 8000 صفحة في الساعة.
2. اخترع وليام بلوك (William Bullock) عام 1863م آلة لطباعة الصحف ذات تغذية ذاتية من الورق الملفوف على بكرات، الأمر الذي زاد من كفاءتها وسرعتها.
3. وفي عام 1871، طور ريتشارد مارش (Richard Marsh) هذه الآلة لتنتج 18 ألف صفحة في الساعة.
4. في عام 1884، صنع أوتمر مارجنثالار (Ottmar Mergenthalar) قطعة معدنية تحتوى على قوالب معدنية تمثل كل الحروف المستعملة منضدة بجوار بعضها بعضاً، وقد أطلق عليها اسم «خط الحروف الطباعية» (Linotype). وقد استخدمت هذه الآلة في طباعة جريدة نيويورك تريبيون عام 1886.
5. وبعد عدة سنوات استطاع تولبرت لانستون (Tolbert Lanston) اختراع آلة لجمع الحروف المستقلة، تتألف من وحدتين رئيسيتين؛ هما: وحدة لوحة المفاتيح، ووحدة صب الحروف.
6. ثم قام الأمريكيان ماكس ولويس ليفي (Max & Louis Levy) باختراع شاشة التلوين النصفي (Halftone Screen)، الأمر الذي مهد الطريق أمام ازدهار طباعة الصور في مختلف المواد.
7. ومع بداية القرن العشرين تمكن الأمريكي آيرا روبل (Ira Ruble) من استخدام طباعة الأوفست التي انتشرت على نطاق واسع.

ثم قفز فن الطباعة قفزات واسعة ليساير النهضة العلمية، والتقدم التقني في نهاية القرن العشرين. فمع اختراع أجهزة الحاسوب أصبح صف الحروف وتنسيقها يتم باستخدام تلك الأجهزة، ثم تعدى ذلك إلى استخدام أشعة الليزر في تنسيق الحروف، والتقاط الصور، وفصل الألوان، وتنسيق الصفحات.
أول من استخدم آلة الطباعة هو الألماني يوهان غوتنبرغ في عصر الإمبراطورية الرومانية حوالي العام 1440، معتمداً على آلات الكبس الموجودة آنذاك. كان غوتنبرغ يعمل بمهنة صياغة الذهب، لذا فقد طور نظام طباعة كامل أدى إلى تحسن عملية الطباعة خلال جميع مراحلها وذلك بتحويل التقنيات القائمة لأغراض الطباعة، بالإضافة إلى قيامه بنفسه باختراعات مبتكرة. فهناك آلة القوالب اليدوية التي اخترعها مؤخراً جعلت تصنيع حروف الطباعة ممكنة بشكل سريع ودقيق لأول مرة وبكميات كبيرة، وكعنصر أساسي يفيد في مشروع الطباعة برمته.
طريقة خط التجميع في طباعة الكتب أدت إلى الإنتاج الضخم للكتب لأول مرة في التاريخ. فقد كانت تنتج آلة الطباعة الواحدة في عصر النهضة خلال يوم عمل 3,600 صفحة مقارنةً بــ 40 صفحة بالطباعة اليدوية، وأقل من ذلك بالنسخ اليدوي. كتب المؤلفين مثل لوثر وإيراسماس حققت أعلى مبيعاً حيث تم بيعها بمئات الآلاف في زمنهم.
مدينة ماينتس، في ألمانيا، كانت المصدر الأول حيث بدأت الطباعة هناك ثم انتشرت في غضون عدة عقود إلى مايزيد عن 200 مدينة في عشرات البلدان الأوروبية.أنتجت آلات الطباعة التي تعمل في أنحاء أوروبا الغربية في العام 1500 أكثر من عشرين مليون مجلد. وفي القرن السادس عشر، وبانتشار آلأت الطباعة خارج أوروبا الغربية، إزداد إنتاجها عشرات الأضعاف بما يقدر بــ 150 إلى 200 مليون نسخة. عملية الطباعة بالضغط أصبحت مرادفة لمشروع الطباعة الذي أدى إلى تسمية فرع جديد وكامل من وسائل الإعلام وهو الصحافة. فقد كتب رجل الدولة والفيلسوف فرانسيس باكون في وقت مبكر من العام 1620 أن الطباعة بالأحرف المطبعية «غيرت وجه وحال الأشياء في أنحاء العالم».
تُمارس الطباعة من بداية ظهورها كأحد أشكال الفن الحقيقي، ووضع لها معايير جمالية وفنية عالية، كما هو الحال في الكتاب المقدس الشهير ذو الـ 42 سطر بيبل غوتنبرغ. كما أننا نجدها اليوم من أعظم الممتلكات النفيسة في المكتبات الحديثة مثل كتاب الـ «إنكنيوبلز» أو كتب تم طباعتها قبل عام 1501.
إن التأثير الغير مسبوق لطباعة غوتنبرغ في تطور التاريخ الأوروبي الحديث ثم العالم على المدى الطويل بات من الصعب ذكره بكامله. هناك محاولات لتحليل التاثيرات المتشعبة والتي تشمل مفهوم ثورة الطباعة الصحيحة، وإنشاء غوتنبرغ غالكسي. توفر الكلمة المطبوعة وسعرها المعقول للعامة عزز ديمقراطية المعرفة ووضع الأسس المادية للاقتصاد الحديث المبني على المعرفة.
أدى وصول الطباعة الميكانيكية بالأحرف المتحركة في عصر النهضة الأوربي إلى عصر الإعلام الجماهيري الذي غير تركيب المجتمع بشكلٍ دائم: الانتشار المطلق نسبياً للمعلومة، والأفكار الثورية التي تخطت الحدود ألهمت الجماهير بالإصلاح وهددت قوة السلطات الدينية والسياسية. الزيادة الحادة في محو الأمية كسرت حاجز احتكار النخبة المثقفة للتعليم والتعلم وعززت صعود الطبقة الوسطى. في أنحاء أوروبا، زيادة الوعي الثقافي عند الناس أدى إلى النهوض بالقومية البدائية التي عجل بها ازدهار اللغات العامية الأوربية على حساب وضع اللغة اللاتينية باعتبارها لغة مشتركة (لغة تواصل مشترك). في القرن التاسع عشر أدى استبدال تشغيل الآت غوتنبرغ للطباعة اليديوية بآلات الطباعة البخارية إلى دخول الطباعة إلى النطاق الصناعي، وتم الاعتماد حول العالم على الطباعة بالطريقة الغربية، وأصبحت عملياً الوسيلة الوحيدة للطباعة الضخمة والحديثة.